# 箱崎ロータリー

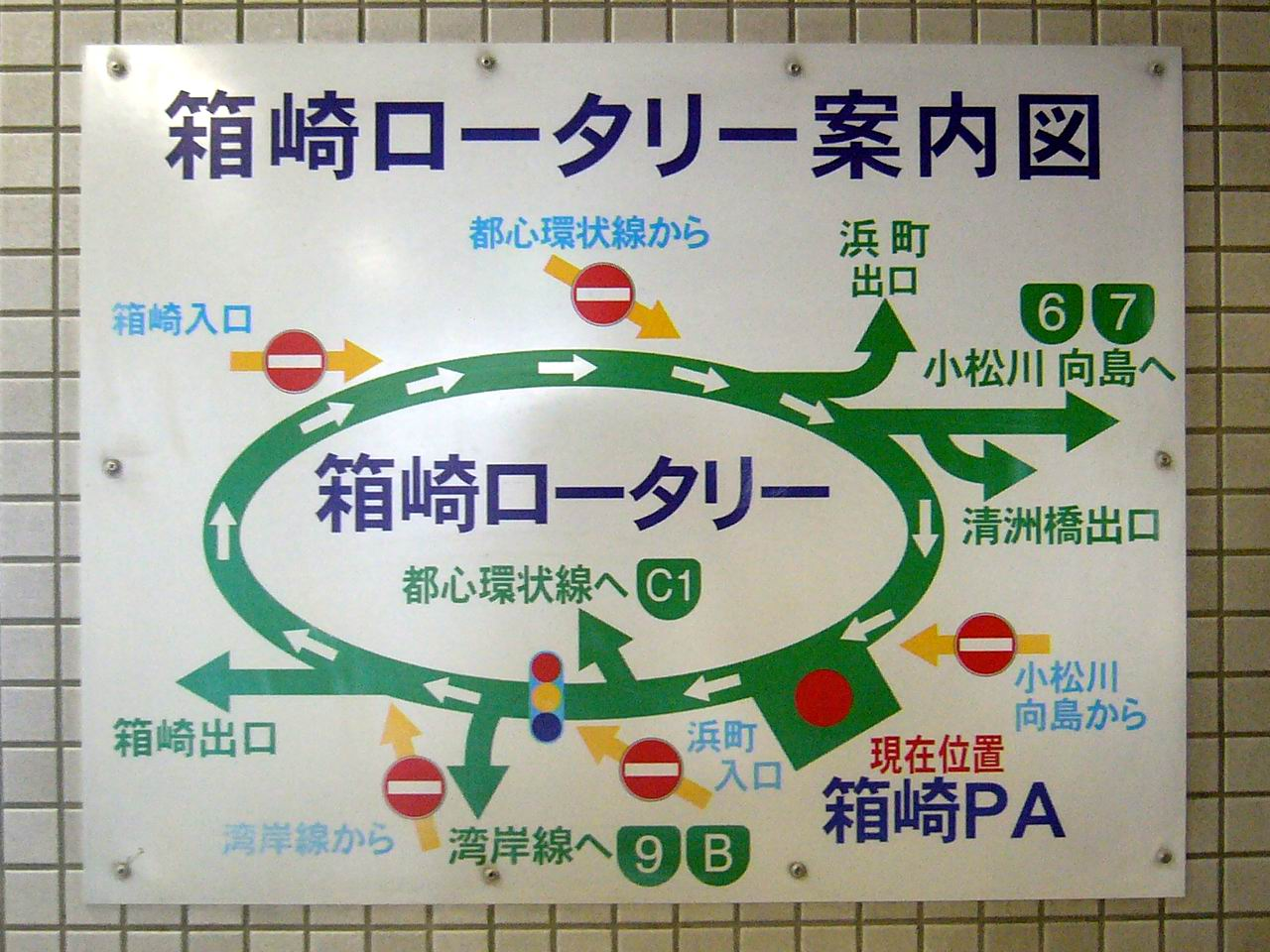
箱崎PA内にある案内図

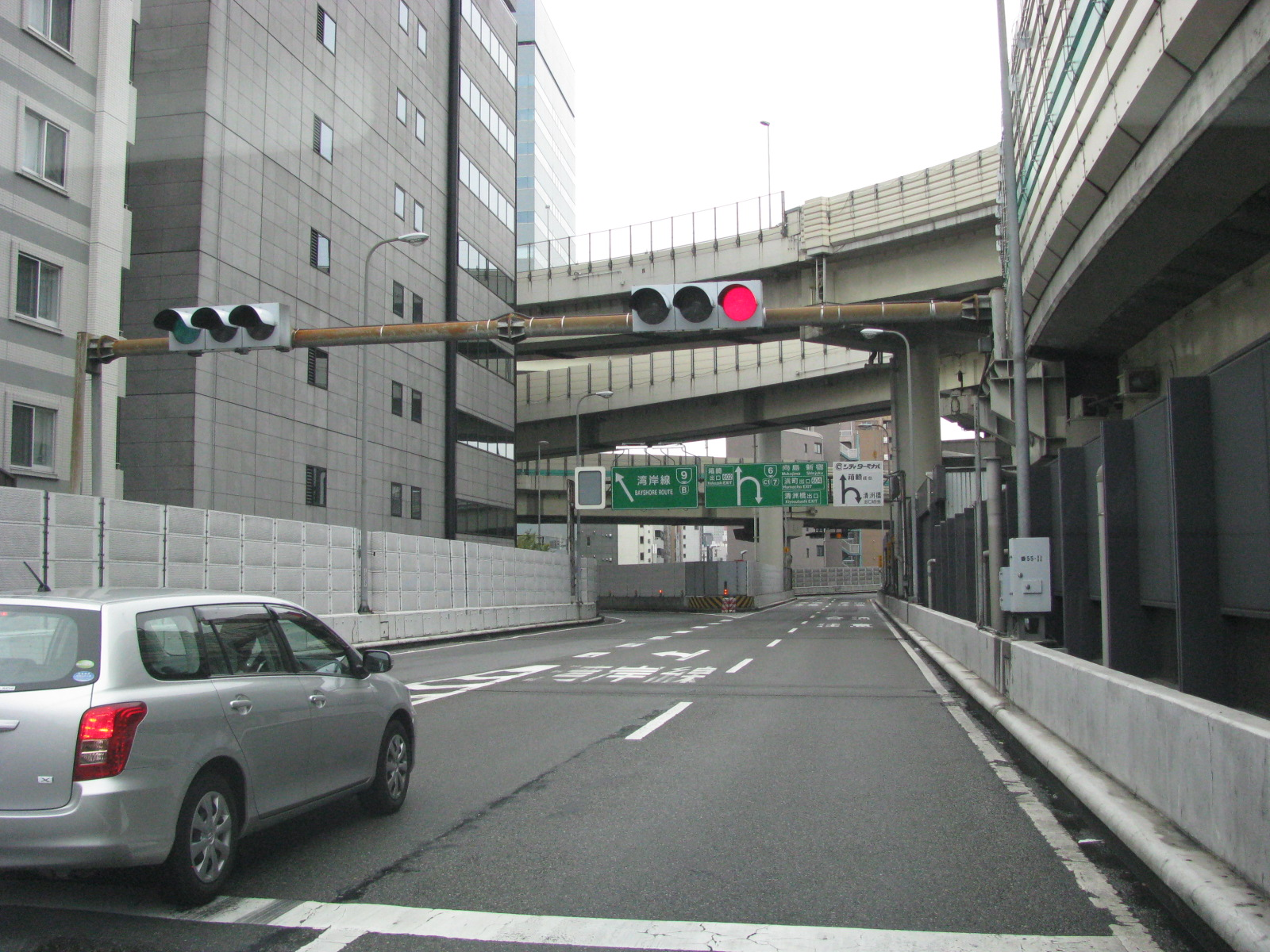
ロータリー内の信号

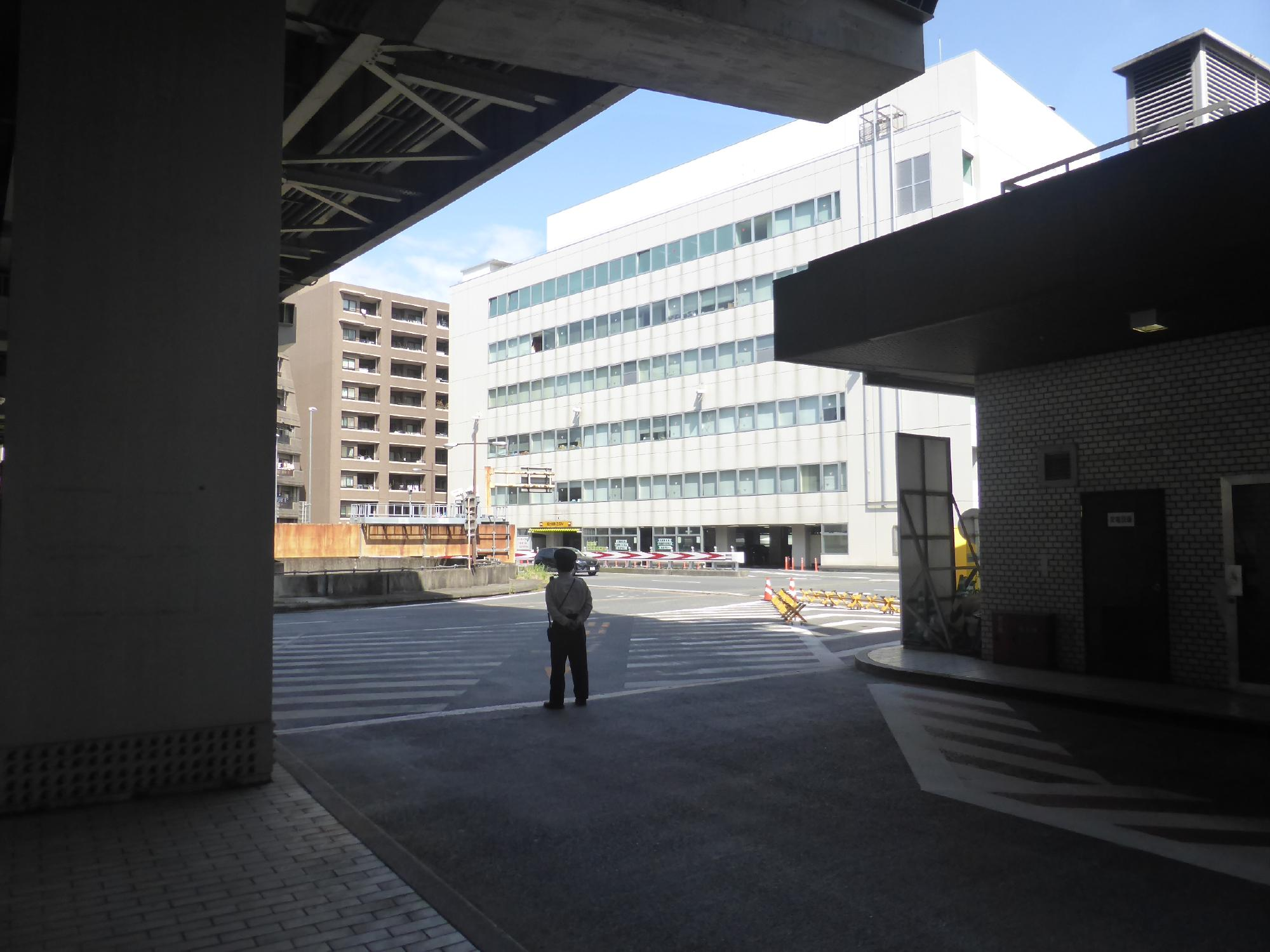
T-CATから箱崎PAが併設されている首都高の東京東局全景を望む

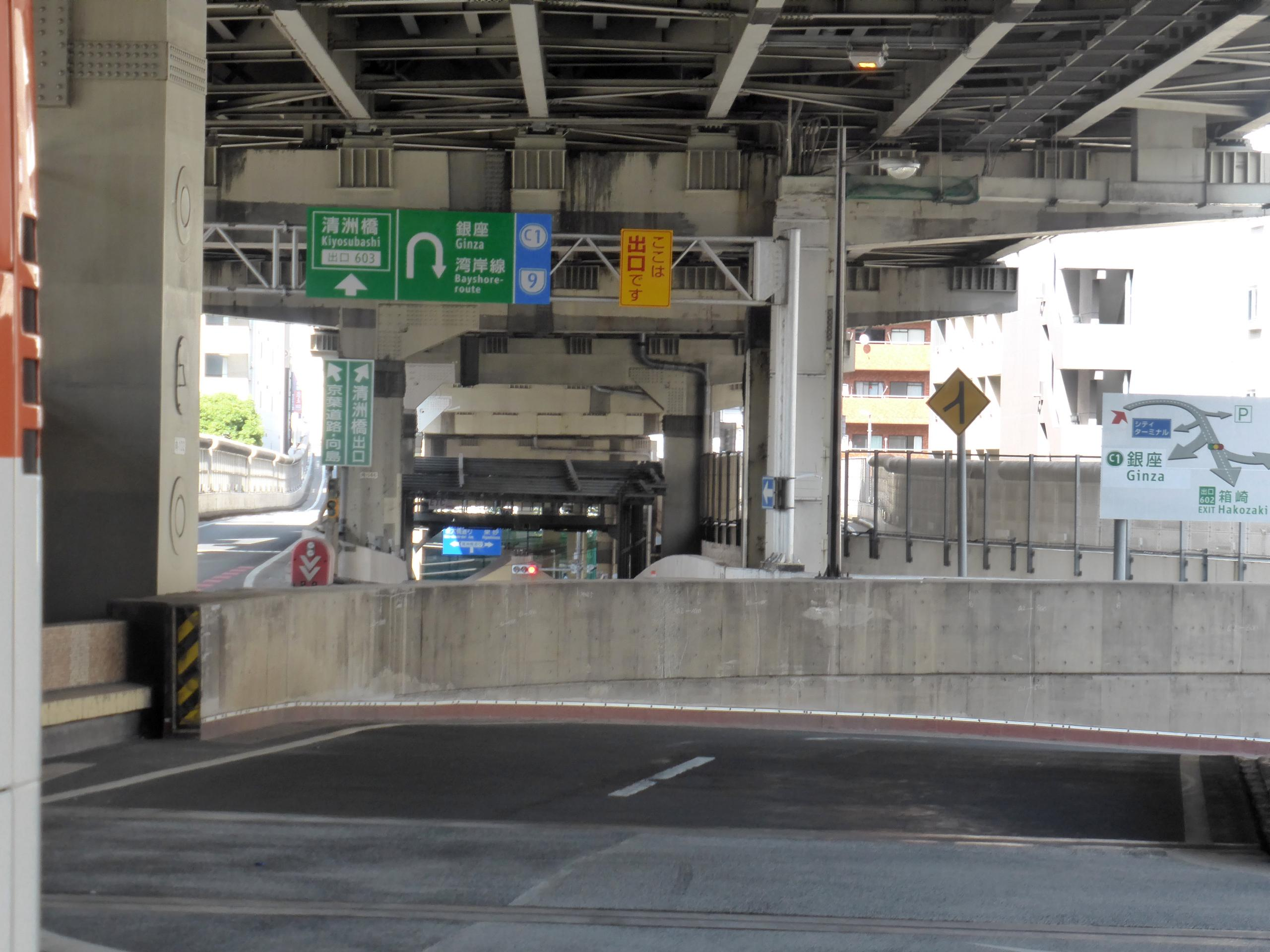
箱崎ロータリーから一般道に下りる出口は複数ある

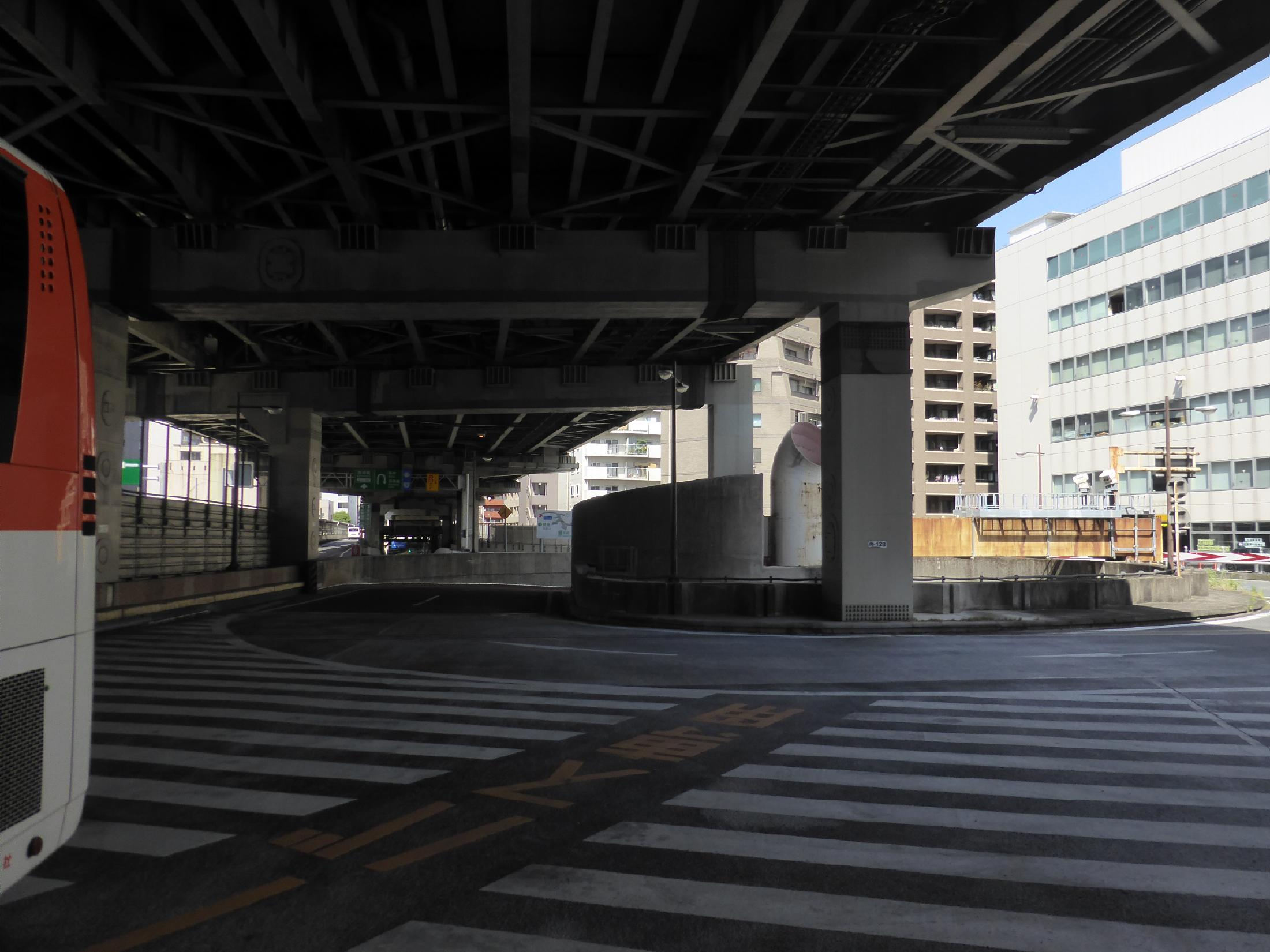
ロータリー中央は一般車も下れる（写真手前の斜線はバスのみ）

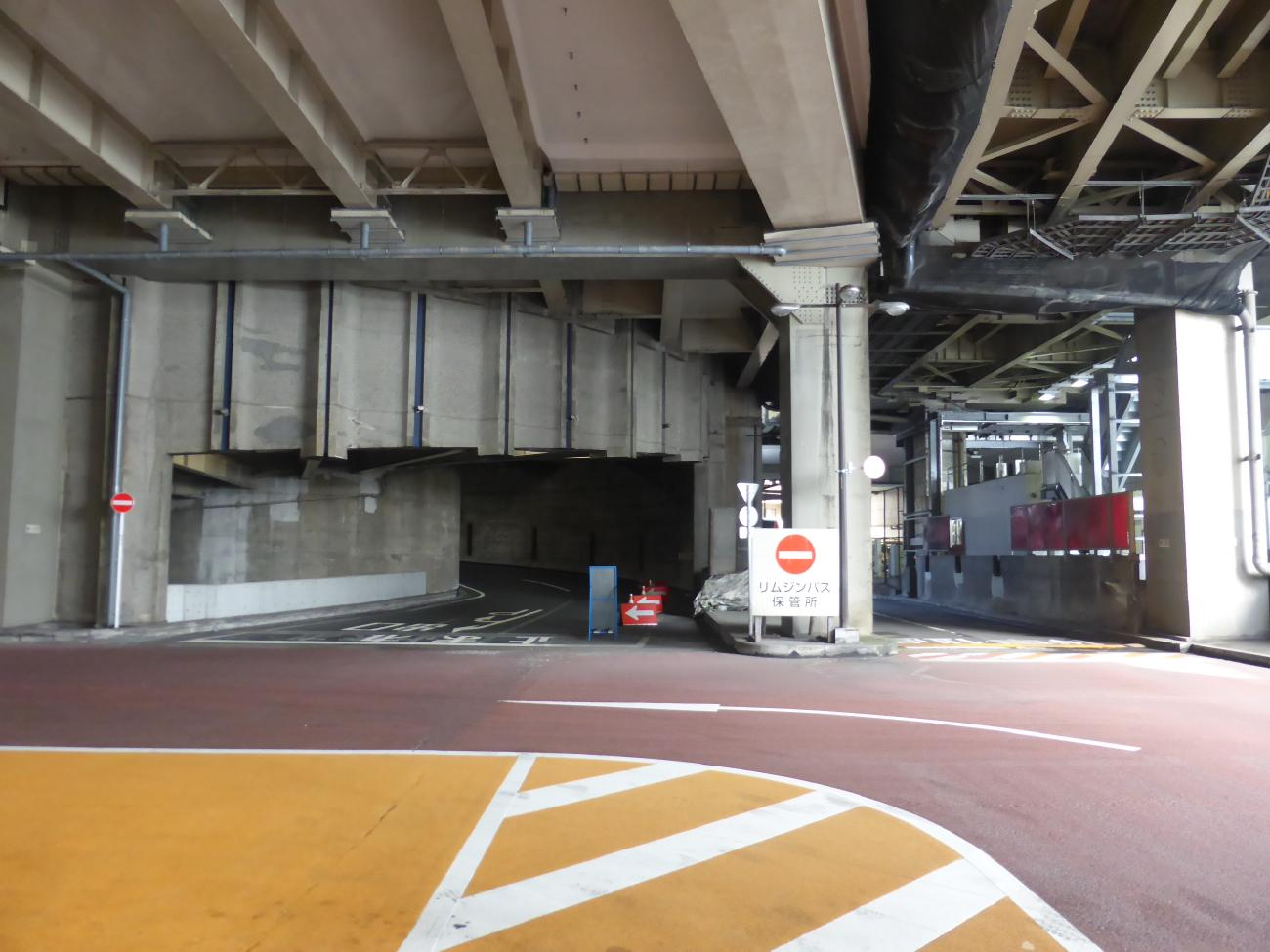
一般車でもTCATに進入しなければ1Fに下れる（左）

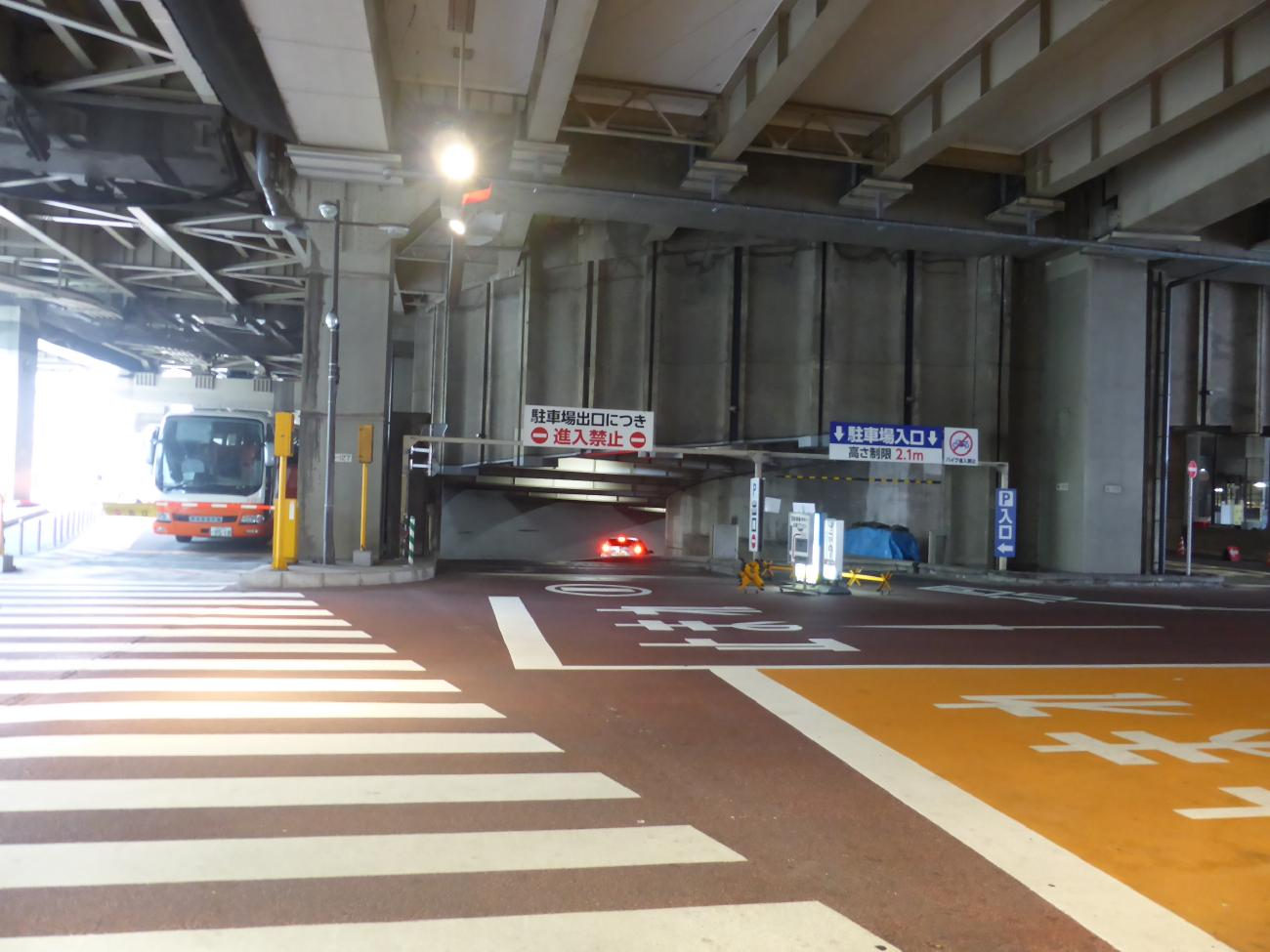
箱崎ロータリー1F出口からB1の地下駐車場に行ける

箱崎ロータリー（はこざきロータリー）は東京都中央区、首都高速道路箱崎ジャンクション（箱崎JCT）直下の箱崎フロアに設置されているロータリーである。

## 概要
箱崎JCTの本体そのものは6号向島線と9号深川線を本線同士で直結しているが、ジャンクション西側に箱崎出入口が、東側に浜町出入口・清洲橋出口が存在することから、これらの出口へ流出する車およびこれらの入口から流入する車の処理のために、ジャンクション本線の下層（通称「箱崎フロア」）に、これらの離合集散のための時計回り・一方通行のロータリー交差点を設けたものである。箱崎ロータリーの存在により、箱崎・浜町・清洲橋の各出入口は6号向島線・7号小松川線・9号深川線のいずれの方向ともアクセスが可能となっている。
箱崎ロータリーへは、箱崎・浜町の各入口から首都高速道路に乗る際と、6号向島線・9号深川線から「箱崎出口」の標識に沿って降りる際に乗り入れることができるが、道路標識等で箱崎ロータリーの存在は積極的に案内されていない。
6号向島線の本線直下に設けられているため細長い楕円形の形状をしており、「折り返し」の部分は急カーブとなっている。西行き方向の一角には箱崎PAが設けられており、各出入口同様、いずれの方向からも、またいずれの方向へもアクセスが可能となっている。
ロータリー中央には東京シティエアターミナル (T-CAT) が位置しており、T-CAT3階の成田空港行きリムジンバスのりば（2021年6月16日より使用休止中）がロータリーに直結しているほか、ロータリーからT-CAT1階北側へ降りる専用出口を経由してT-CAT地下駐車場へ連絡している（一般道への流出も可能）。
ロータリー内は、かつて9号深川線がロータリーに進入する場合に一時停止信号機が常時点滅していた（ロータリー側は黄色の点滅信号）。また浜町入口とロータリーの合流は、昼間は信号機による制御、夜間は点滅信号機による交通整理を行っていた（ロータリー側は赤点滅 = 一時停止、浜町入口側は黄点滅）。この両信号機は、2024年12月9日夜間の改良工事により撤去され、ロータリー本線に導流帯を新設した上で、浜町入口からの合流は常時一時停止制御に変更となった。
複雑かつ見通しが悪く、初心者には分かりにくい構造のため、逆走や一時停止違反が頻発している。

## 各施設の位置関係
- 箱崎入口（6号向島線下り方向）からの合流・分岐の位置関係について記す。合流・分岐はロータリー本線側から見た合流・分岐の位置関係。特記なき箇所はすべて左車線（外側）との分岐・合流。
- 車線の詳細は箱崎ロータリーのルート案内[5]（首都高公式サイト内）を参照。
- 全線東京都中央区内に所在。

| 出入口 番号 | 接続路線・施設                   | 合流/分岐                            | 備考 |
| ----------- | -------------------------------- | ------------------------------------ | --- |
| 601         | 箱崎入口                         | 合流                                 | 箱崎入口からの合流車線に一時停止制御あり                                                                           |
| -           | 向島線下り                       | 合流                                 | 合流/分岐車線を兼用（表外のコメント参照）                                                                          |
| 604         | 浜町出口                         | 分岐                                 | 合流/分岐車線を兼用（表外のコメント参照）                                                                          |
| -           | 向島線下り                       | 分岐（浜町出口の分岐と近接している） | 左に2車線分岐（表外のコメント参照）                                                                                |
| 603         | 清洲橋出口                       | 分岐（浜町出口の分岐と近接している） | 左に2車線分岐（表外のコメント参照）                                                                                |
|             |                                  |                                      | ロータリー本線1車線右カーブ（表外のコメント参照）                                                                  |
| -           | 向島線上り                       | 合流                                 | 向島線からの合流車線に一時停止制御あり                                                                             |
| -           | 箱崎PA                           | 分岐                                 | |
| -           | 東京シティエアターミナル専用出口 | 分岐                                 | 大型車進入不可 右車線（内側）から分岐 ロータリー本線から分枝後左側のリムジンバス専用のりばへ分岐（一般車進入禁止） |
| -           | 箱崎PA                           | 合流                                 | 加速車線なし |
| -           | 向島線上り                       | 分岐                                 | 右車線（内側）から分岐                                                                                             |
| 604         | 浜町入口                         | 合流                                 | 浜町入口からの合流車線に一時停止制御あり 浜町入口はETC専用                                                         |
| -           | 深川線                           | 分岐                                 | 浜町入口からの合流車線に一時停止制御あり 浜町入口はETC専用                                                         |
| -           | 深川線                           | 合流                                 | 深川線からの合流車線に一時停止制御あり                                                                             |
| 602         | 箱崎出口                         | 分岐                                 | |
| -           | 東京シティエアターミナル専用入口 | 合流                                 | ロータリ本線2車線右カーブの内側車線へリムジンバス専用のりばから合流                                                |
| 601         | 箱崎入口                         | 合流                                 | 箱崎入口からの合流車線に一時停止制御あり                                                                           |

- 6号向島線上りへの分岐は、本線合流後すぐに江戸橋JCTがあり都心環状線に接続するため、標識では「C1」の表示がされている。
- 6号向島線下りから箱崎PAや箱崎出口に向かうためには、ロータリーの本線が1車線に減少するため、ロータリーへの合流部から約40m走行するうちに2回の車線変更をした上、右にカーブしてロータリー本線を走行しなければならない[注 1]。この合流部には信号が設置されていない。
- 目的の出口を通り過ぎてしまった場合は、逆走せずロータリーをもう1周する。

## 隣
首都高速6号向島線
江戸橋JCT - 箱崎JCT・箱崎ロータリー［(601,602)箱崎出入口/(604)浜町出入口/(603)清洲橋出口/箱崎PA］ - 両国JCT - (605)駒形出入口
首都高速9号深川線
箱崎JCT・箱崎ロータリー［(601,602)箱崎出入口/(604)浜町出入口/(603)清洲橋出口/箱崎PA］ - (902)福住出入口